# Valjouze
Valjouze ist eine französische Gemeinde mit 24 Einwohnern (Stand 1. Januar 2022) im Département Cantal in der Region Auvergne-Rhône-Alpes. Sie gehört zum Kanton Saint-Flour-1 und zum Arrondissement Saint-Flour. 
Sie ist umgeben von den Nachbargemeinden Ferrières-Saint-Mary im Westen, im Norden und im Osten und Talizat im Süden.

## Bevölkerungsentwicklung
| Jahr                       | 1962 | 1968 | 1975 | 1982 | 1990 | 1999 | 2008 | 2016 |
| -------------------------- | ---- | ---- | ---- | ---- | ---- | ---- | ---- | ---- |
| Einwohner                  | 48   | 54   | 31   | 36   | 28   | 23   | 27   | 23   |
| Quellen: Cassini und INSEE |      |      |      |      |      |      |      |      |